# Шутите?
«Шу́тите?» — советский художественный фильм созданный на киностудии Ленфильм в 1971 году. Фильм состоит из трёх киноновелл выпускников ВГИКа («Иначе мы пропали», «Шутите?», «Вандербуль бежит за горизонт»), выпущен в кинопрокат в 1971 году.
Остановившиеся в деревне студенты собирают юмор сельских жителей и народные частушки. В доме, где они поселились, течёт крыша и очень холодно. Председатель колхоза поучаствовал в самодеятельности, спев студентам частушку, и предложил выстроить тёплую печку в избе для гостей.

## В ролях
Киноновелла «Шутите?»
- Михаил Кононов — Кирилл, студент
- Валерий Рыжаков — Анатолий, студент
- Слава Бурмистров — Гришка, хвастун
- Петр Шелохонов — Председатель колхоза
- Валентина Ковель — колхозница
- Виктор Ильичёв — Вася

Киноновелла «Иначе мы пропали»
- Евгений Уткин — Сергеев
- Евгений Сушков — Павловский
- Вячеслав Черняев — ученик
- Лев Лемке — Сергей Кузьмич
- Виктор Сергачёв — учитель по прозвищу «Циркуль»
- Михаил Иванов — директор школы

Киноновелла «Вандербуль бежит за горизонт»
- Петр Меркурьев — отец
- Сергей Носов - Вандербуль
- Борис Чирков — старик
- Вадим Самсонов — Генка
- Виолетта Жухимович — мама
- Людмила Чурсина — актриса
- Станислав Соколов — милиционер
- Ольга Богданова — Люська